# Reebruine bladsnuitkever
De reebruine bladsnuitkever (Polydrusus cervinus) is een keversoort uit de familie snuitkevers (Curculionidae).

## Beschrijving
De behaarde bladsnuitkever is een gedrongen snuitkever. Het exoskelet is zwart en bedekt met goudgroene of goudbruine schubben. Deze schubben kunnen makkelijk worden verwijderd, waardoor beschadigde exemplaren aanzienlijk donkerder zijn. De behaarde bladsnuitkever is van de meeste andere soorten uit zijn geslacht te onderscheiden door een uitstekende tand op het voorste scheenbeen.
Kevers uit het geslacht Polydrusus lijken veel op de Phyllobius-soorten. De aanhechting van de antennes bevinden zich bij de eerste groep echter aan de zijkant van de snuit (rostrum) en zijn van bovenaf gezien niet zichtbaar.

## Verspreiding en leefwijze
De behaarde bladsnuitkever is inheems in het Palearctisch gebied. Hij leeft op takken van verschillende boomsoorten. De volwassen kever is met name van de lente tot de herfst actief. Ze voeden zich met (jonge) bomen en boombladeren. De larve voedt zich met kropaar (Dactylis glomerata) en andere grassoorten uit het geslacht Dactylis.